# Striodentalium rhabdotum
Striodentalium rhabdotum är en blötdjursart som först beskrevs av Henry Augustus Pilsbry 1905.  Striodentalium rhabdotum ingår i släktet Striodentalium och familjen Dentaliidae. Inga underarter finns listade i Catalogue of Life.